# Clair Cameron Patterson
Clair Cameron Patterson (2 juny 1922 – 5 desembre 1995) va ser un geoquímic estatunidenc. Nascut a Mitchellville, Iowa, Patterson es va graduar a Grinnell College. Més tard va rebre el seu Ph.D. de la Universitat de Chicago i va passar tota la seva carrera professional a l'Institut Tecnològic de Califòrnia (Caltech).
Amb la col·laboració de George Tilton, Patterson va desenvolupar el mètode per datació urani-plom en la datació plom-plom. Utilitzant les dades isotòpiques del plom del meteorit de Canyon Diablo, va calcular una edat per a la Terra de 4,55 mil milions d'anys, que era una xifra molt més precisa que les existents en aquell moment, i que s'ha mantingut gairebé sense canvis des de 1956.
Patterson va descobrir la contaminació del plom a finals dels anys quaranta com a estudiant de postgrau a la Universitat de Chicago. El seu treball sobre aquest tema va portar a una reavaluació total del creixement de les concentracions industrials de plom a l'atmosfera i al cos humà, i el seu posterior estudi va ser fonamental en la prohibició de tetraetilplom a la gasolina i la soldadura de plom en envasos metàl·lics alimentaris.

## Per a més informació
- Patterson, C.; Chow, T. J. «The occurrence and significance of lead isotopes in pelagic sediments». Geochimica et Cosmochimica Acta, 26, 2, 1962, p. 263–308. DOI: 10.1016/0016-7037(62)90016-9.
- Patterson, C. «Contaminated and natural lead environments of man». Arch. Environ. Health, 11, 1965, p. 344–360. DOI: 10.1080/00039896.1965.10664229.
- Bryson, Bill. A Short History of Nearly Everything.  Broadway, 2004, p. 149, 156–160. ISBN 978-0-7679-0818-4.
- Casanova, I «Clair C. Patterson (1922-1995), discoverer of the age of the Earth». Int. Microbiol., 1, 3, 1998, p. 231–2.
- Clean Hands: Clair Patterson's Crusade against Environmental Lead Contamination.  Nova York: Nova Science Publishers, 1998, p. xxxiv+162. ISBN 1-56072-568-0.
- Denworth, L. Toxic Truth: A Scientist, A Doctor, and the Battle over Lead, Beacon Press, 2009.
- Flegal, A «Clair Patterson's Influence on Environmental Research». Environ. Res., 78, 2, 1998, p. 65–185.
- Flegal, A R «Clair Patterson's influence on environmental research». Environ. Res., 78, 2, 1998, p. 64–70. DOI: 10.1006/enrs.1998.3861.
- McGrayne, S. Bertsch. «Ch. 9: Lead-Free Gasoline and Clair C. Patterson». A: Prometheans in the Lab.  Nova York: McGraw-Hill, 2002. ISBN 0-07-140795-2.
- Needleman, H L «Clair Patterson and Robert Kehoe: two views of lead toxicity». Environ. Res., 78, 2, 1998, p. 79–85. DOI: 10.1006/enrs.1997.3807.
- Nriagu, J O «Clair Patterson and Robert Kehoe's paradigm of "show me the data" on environmental lead poisoning». Environ. Res., 78, 2, 1998, p. 71–8. DOI: 10.1006/enrs.1997.3808.
- Reilly, Lucas «The Most Important Scientist You’ve Never Heard Of». Mental Floss.
- Tilton, George R. «Clair Cameron Patterson». [Consulta: 1r juliol 2018].